# Locais de sepultamento da família imperial brasileira

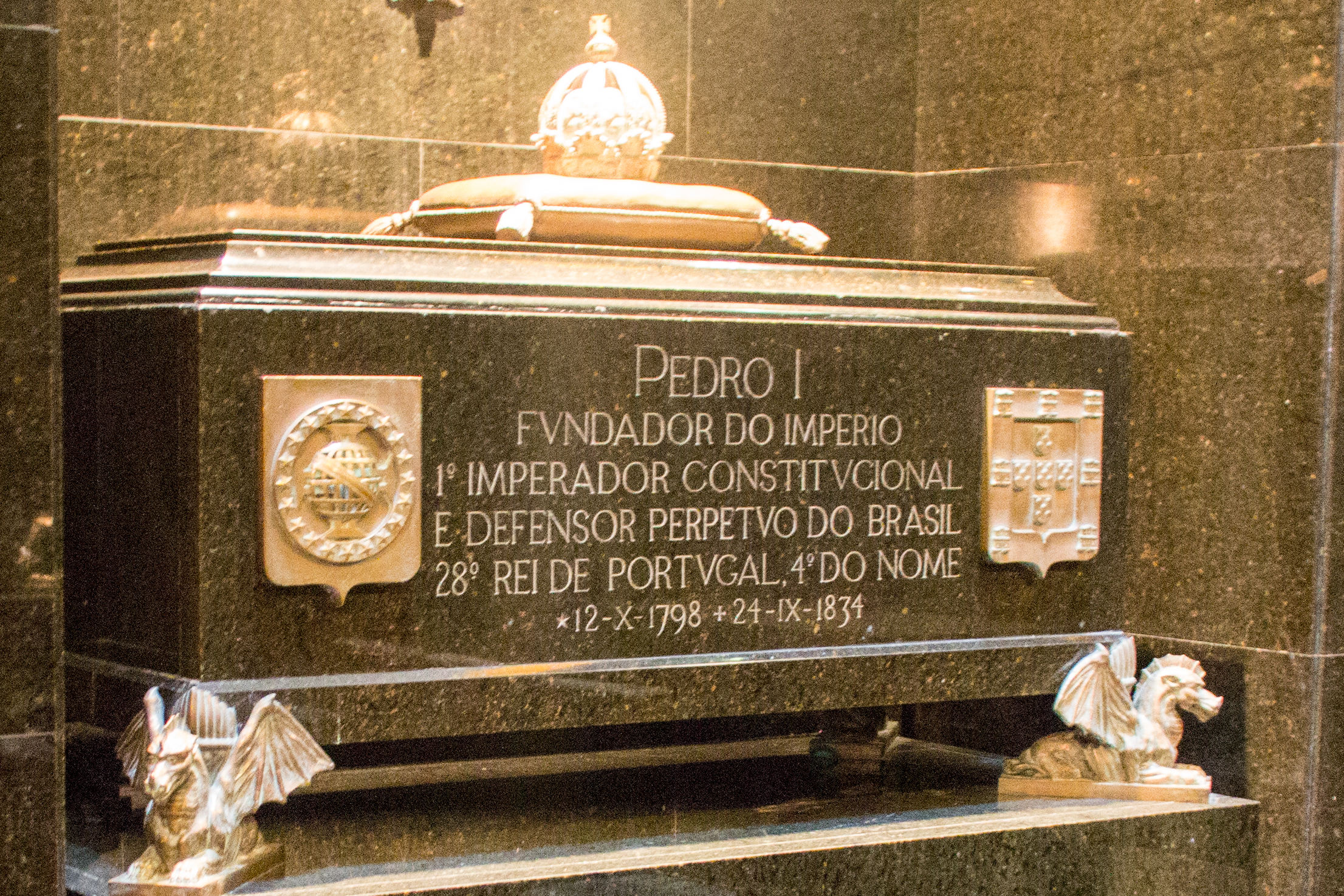
Túmulo do Imperador Dom Pedro I do Brasil na Cripta Imperial do Monumento à Independência, em São Paulo.

Esta é uma lista dos locais de sepultamento dos membros da família imperial brasileira atuantes à época do Império do Brasil.

## No Brasil

### Cripta ImperialdoMonumento à Independência do Brasil, emSão Paulo
| Geração | Membro                                                                                | Retrato | Data de falecimento              | Local do falecimento                         | Imagem do túmulo | Observações |
| ------- | ------------------------------------------------------------------------------------- | ------- | -------------------------------- | -------------------------------------------- | ---------------- | --- |
| 1ª      | Pedro I do Brasil & IV de Portugal Imperador do Brasil Rei de Portugal                |         | 24 de setembro de 1834 (35 anos) | Palácio Nacional de Queluz, Portugal         |                  | Conforme seu pedido, seu coração foi colocado na Igreja da Lapa no Porto, enquanto seu corpo foi inicialmente enterrado no Panteão da Dinastia de Bragança na Igreja de São Vicente de Fora, Lisboa. Em 1972, aniversário de 150 anos da independência, o seu corpo foi levado para o Brasil – acompanhado de grande pompa e honras dignas de um chefe de Estado. Seus restos foram reenterrados na Cripta Imperial no Monumento à Independência do Brasil na cidade de São Paulo, junto com os de suas duas esposa. |
| 1ª      | Maria Leopoldina da Áustria Imperatriz Consorte do Brasil Rainha Consorte de Portugal |         | 11 de dezembro de 1826 (29 anos) | Palácio de São Cristóvão, Rio de Janeiro     |                  | Foi sepultada inicialmente no Convento da Ajuda, na atual Cinelândia. Quando o convento foi demolido, em 1911, os restos foram transladados para o Convento de Santo Antônio, também no Rio de Janeiro, onde foi construído um mausoléu para ela e alguns membros da família imperial. Em 1954, foram transferidos definitivamente para um sarcófago de granito verde ornado de ouro, na Cripta Imperial, sob o Monumento à Independência do Brasil, na cidade de São Paulo.                                         |
| 1ª      | Amélia de Leuchtenberg Imperatriz Consorte do Brasil                                  |         | 26 de janeiro de 1873 (60 anos)  | Palácio das Janelas Verdes, Lisboa, Portugal |                  | Foi sepultada inicialmente no Panteão da Dinastia de Bragança, em Lisboa, ao lado do corpo marido, D. Pedro I, e da filha, D. Maria Amélia. Seus restos mortais foram trasladados para o Brasil em 1982, onde jazem na cripta do Monumento à Independência do Brasil, em São Paulo. |

### Mausoléu ImperialdaCatedral de São Pedro de Alcântara, emPetrópolis,Rio de Janeiro
| Geração | Membro                                                             | Retrato | Data de falecimento              | Local do falecimento                             | Imagem do túmulo | Observações |
| ------- | ------------------------------------------------------------------ | ------- | -------------------------------- | ------------------------------------------------ | ---------------- | --- |
| 2ª      | Pedro II do Brasil Imperador do Brasil                             |         | 5 de dezembro de 1891 (66 anos)  | Hotel Bedford, Paris, França                     |                  | Sepultado inicialmente no Panteão dos Braganças em 12 de dezembro de 1891. Em 1921 seus restos mortais e de sua esposa, Teresa Cristina foram repatriados, por ocasião do centenário da Independência do Brasil, e passaram alguns anos abrigados na Catedral Metropolitana do Rio de Janeiro, àquela época a Igreja de Nossa Senhora do Monte do Carmo. Posteriormente, em 1939, foi finalmente trasladado para o Mausoléu Imperial, inaugurado pelo presidente Getúlio Vargas. |
| 2ª      | Teresa Cristina das Duas Sicílias Imperatriz Consorte do Brasil    |         | 28 de dezembro de 1889 (67 anos) | Grande Hotel do Porto, Porto, Portugal           |                  | Foi sepultada inicialmente no Panteão dos Braganças, de acordo com o um pedido de D. Pedro II. Em 1921 seus restos mortais e do imperador foram repatriados, por ocasião do centenário da Independência do Brasil, e passaram alguns anos abrigados na Catedral Metropolitana do Rio de Janeiro, àquela época a Igreja de Nossa Senhora do Monte do Carmo. Posteriormente, em 1939, foi finalmente trasladado para o Mausoléu Imperial.                                          |
| 3ª      | Isabel do Brasil Princesa Imperial do Brasil                       |         | 14 de novembro de 1921 (75 anos) | Castelo d'Eu, Eu, França                         |                  | Foi inicialmente enterrada no Mausoléu dos Orléans em Dreux, na França. Os restos mortais de Isabel e seu marido Gastão foram repatriados para o Brasil em 6 de julho de 1953, sendo sepultados na Igreja de Nossa Senhora do Carmo da Antiga Sé e reenterrados em 12 de maio de 1971 na Catedral de São Pedro de Alcântara em Petrópolis ao lado de D. Pedro II e de Teresa Cristina.                                                                                           |
| 3ª      | Gastão de Orléans, Conde d'Eu Príncipe Imperial Consorte do Brasil |         | 28 de agosto de 1922 (80 anos)   | Oceano Atlântico                                 |                  | Falecido a bordo do navio Massilia, a caminho do Brasil para a celebração do centenário da independência. Foi inicialmente enterrado no Mausoléu dos Orléans em Dreux, na França. Os restos mortais dele e da princesa Isabel foram repatriados para o Brasil em 1953, sendo sepultados na Igreja de Nossa Senhora do Carmo da Antiga Sé e reenterrados em 12 de maio de 1971 na Catedral de São Pedro de Alcântara em Petrópolis ao lado de D. Pedro II e de Teresa Cristina.   |
| 4ª      | Pedro de Alcântara de Orléans e Bragança Príncipe do Grão-Pará     |         | 29 de janeiro de 1940 (64 anos)  | Palácio do Grão-Pará, Petrópolis, Rio de Janeiro |                  | Sepultado inicialmente no cemitério municipal de Petrópolis com honras de chefe de Estado. Em 1990, seus restos mortais foram trasladados junto com os de sua esposa Elisabeth Dobrzensky de Dobrzenicz para o Mausoléu Imperial, na Catedral de São Pedro de Alcântara, em Petrópolis, onde repousam ao lado das tumbas de seus pais e avós, num jazigo simples. |

### Convento de Santo Antônio, noRio de Janeiro,RJ
| Geração | Membro                                               | Retrato | Data de falecimento              | Local do falecimento                           | Imagem do túmulo | Observações |
| ------- | ---------------------------------------------------- | ------- | -------------------------------- | ---------------------------------------------- | ---------------- | --- |
| 2ª      | Paula de Bragança Princesa do Brasil                 |         | 16 de janeiro de 1833 (9 anos)   | Palácio de São Cristóvão, Rio de Janeiro       |                  | À pedido do pai, D. Pedro I, foi sepultada junto com a mãe no Convento da Ajuda. Em 1911, por ocasião dos preparativos da demolição do prédio para a abertura da Cinelândia, os corpos foram transferidos para o Convento de Santo Antônio. |
| 3ª      | Afonso Pedro de Bragança Príncipe Imperial do Brasil |         | 11 de junho de 1847 (2 anos)     | Palácio de São Cristóvão, Rio de Janeiro       |                  | Um grande funeral de Estado —não visto desde a morte da irmã de Dom Pedro II, a princesa Dona Paula Mariana, em 1833— foi realizado em homenagem ao príncipe às 7 horas, três dias depois de seu falecimento. Dom Afonso foi enterrado ao lado de outros membros da família imperial no mausoléu do Convento de Santo Antônio, no Rio de Janeiro. |
| 3ª      | Pedro Afonso de Bragança Príncipe Imperial do Brasil |         | 9 de janeiro de 1850 (1 ano)     | Fazenda Imperial de Santa Cruz, Rio de Janeiro |                  | Um grande funeral foi realizado em memória ao príncipe imperial dois dias depois de sua morte. As ruas ficaram repletas de pessoas comuns que entristeceram-se com a morte prematura do herdeiro. Pedro foi sepultado em um mausoléu no Convento de Santo Antônio. |
| 2ª      | Maria Amélia de Bragança Princesa do Brasil          |         | 4 de fevereiro de 1853 (21 anos) | Funchal, Ilha da Madeira, Portugal             |                  | O corpo da princesa permaneceu em uma capela ao lado da casa onde ela morreu, até ser levado de volta ao continente, 7 de maio de 1853. Em 12 de maio, o caixão foi desembarcado em Lisboa, seguindo-se um grandioso funeral. Seus restos mortais foram enterrados ao lado dos de seu pai no Panteão dos Braganças, no Mosteiro de São Vicente de Fora. Quase 130 anos depois, em 1982, seu corpo foi trasladado para o Brasil, sendo definitivamente sepultado na cripta do Convento de Santo Antônio, no Rio de Janeiro, junto a outros membros da família imperial brasileira. |

## Em Portugal

### Panteão da Dinastia de Bragança, noMosteiro de São Vicente de Fora, emLisboa
| Geração | Membro                                           | Retrato | Data de falecimento              | Local do falecimento                       | Imagem do túmulo | Observações |
| ------- | ------------------------------------------------ | ------- | -------------------------------- | ------------------------------------------ | ---------------- | --- |
| 2ª      | Maria II de Portugal Princesa Imperial do Brasil |         | 15 de novembro de 1853 (34 anos) | Palácio das Necessidades, Lisboa, Portugal |                  | Falecida após o início do trabalho de parto do natimorto infante Dom Eugénio, seu 11.º filho. Sepultada no dia 19 de novembro de 1853. |

## Na França

### Capela real de Dreux, emDreux
| Geração | Membro                                                  | Retrato | Data de falecimento              | Local do falecimento           | Imagem do túmulo | Observações |
| ------- | ------------------------------------------------------- | ------- | -------------------------------- | ------------------------------ | ---------------- | ----------- |
| 2ª      | Francisca de Bragança Princesa do Brasil                |         | 27 de março de 1898 (73 anos)    | Paris, França                  |                  |             |
| 4ª      | Luís de Orléans e Bragança Príncipe do Brasil           |         | 26 de março de 1920 (42 anos)    | Cannes, França                 |                  |             |
| 4ª      | Antônio Gastão de Orléans e Bragança Príncipe do Brasil |         | 29 de novembro de 1918 (37 anos) | Edmonton, Londres, Reino Unido |                  |             |

### Cemitério do Père-Lachaise, emParis
| Geração | Membro                                                            | Retrato | Data de falecimento              | Local do falecimento | Imagem do túmulo | Observações |  |
| ------- | ----------------------------------------------------------------- | ------- | -------------------------------- | -------------------- | ---------------- | --- |  |
| 2ª      | Januária de Bragança Princesa Imperial do Brasil                  |         | 18 de março de 1901 (79 anos)    | Nice, França         |                  | Última filha de D. Pedro I e da imperatriz Leopoldina a falecer, encontrando-se sepultada no jazigo dos Condes de Áquila, no Cemitério de Père-Lachaise. |  |
| 2ª      | Luís Carlos, Conde de Áquila Príncipe Imperial Consorte do Brasil |         | 5 de março de 1897 (73 anos)     | Paris, França        |                  | Marido de Januária, encontrando-se sepultado no jazigo dos Condes de Áquila, no Cemitério de Père-Lachaise.                                              |  |
| 3ª      | Luís Fernando, Conde de Roccaguglielma Príncipe do Brasil         |         | 27 de setembro de 1909 (64 anos) | Nice, França         |                  | |  |
| 3ª      | Filipe das Duas Sicílias Príncipe do Brasil                       |         | 9 de julho de 1922 (74 anos)     | Paris, França        |                  | |  |

## Na Itália

### Basílica de Santa Clara, emNápoles
| Geração | Membro                                          | Retrato | Data de falecimento               | Local do falecimento   | Imagem do túmulo | Observações |
| ------- | ----------------------------------------------- | ------- | --------------------------------- | ---------------------- | ---------------- | ----------- |
| 3ª      | Leopoldina das Duas Sicílias Princesa do Brasil |         | 14 de fevereiro de 1859 (12 anos) | Nápoles, Duas Sicílias |                  |             |
| 3ª      | Emmanuel das Duas Sicílias Príncipe do Brasil   |         | 26 de Janeiro de 1851 (2 dias)    | Nápoles, Duas Sicílias |                  |             |

## Na Alemanha

### Igreja de Santo Agostinho, emCoburgo
| Geração | Membro                                                         | Retrato | Data de falecimento              | Local do falecimento                    | Imagem do túmulo | Observações |
| ------- | -------------------------------------------------------------- | ------- | -------------------------------- | --------------------------------------- | ---------------- | --- |
| 3ª      | Leopoldina de Bragança Princesa do Brasil                      |         | 7 de fevereiro de 1871 (23 anos) | Palácio Coburgo, Viena, Áustria-Hungria |                  | Em homenagem à princesa, o Imperador Francisco José I da Áustria decretou luto oficial de 30 dias. Após as solenes exéquias celebradas pelo núncio apostólico, Monsenhor Mariano Falcinelli Antoniacci, seu corpo foi trasladado para Coburgo, onde representantes das casas reais da Europa assistiram ao seu sepultamento. Seu corpo repousa na cripta da St. Augustinkirche, ao lado dos túmulos de seu marido Luís Augusto de Saxe-Coburgo-Gota e filhos. |
| 4ª      | Augusto Leopoldo de Saxe-Coburgo e Bragança Príncipe do Brasil |         | 11 de outubro de 1922 (54 anos)  | Schladming, Áustria                     |                  | |
| 4ª      | Pedro Augusto de Saxe-Coburgo e Bragança Príncipe do Brasil    |         | 6 de julho de 1934 (68 anos)     | Tulln an der Donau, Áustria             |                  | |